# Калоплака Обамы
Кало́плака Оба́мы (лат. Caloplaca obamae) — лишайник семейства Телосхистовые (Teloschistaceae), вид рода Калоплака (Caloplaca).
Калоплака Обамы была открыта в 2007 году американским лихенологом Керри Кнудсеном (Калифорнийский университет в Риверсайде) на острове Санта-Роза в Калифорнии и была описана в марте 2009 года. Она имеет внешнее сходство с другим видом этого рода, Caloplaca xanthostigmoidea.

## Название
Данный таксон назван в честь президента США Барака Обамы; это первый вид живых организмов, названный в его честь.
«Я назвал этот вид Caloplaca obamae, чтобы показать свою признательность президенту за поддержку науки и образования», — объяснил Керри Кнудсен свой выбор видового эпитета.

## Ареал и среда обитания
Калоплака Обамы является эндемиком северной части острова Санта-Роза, растёт на глинистых почвах плейстоцена, расположенных на морских террасах. Популяция животных на острове в настоящее время уменьшается и, возможно, вид, который едва не исчез с лица земли во времена бурного всплеска животноводства, вернёт свои позиции на острове.